# Elektronisch schaplabel

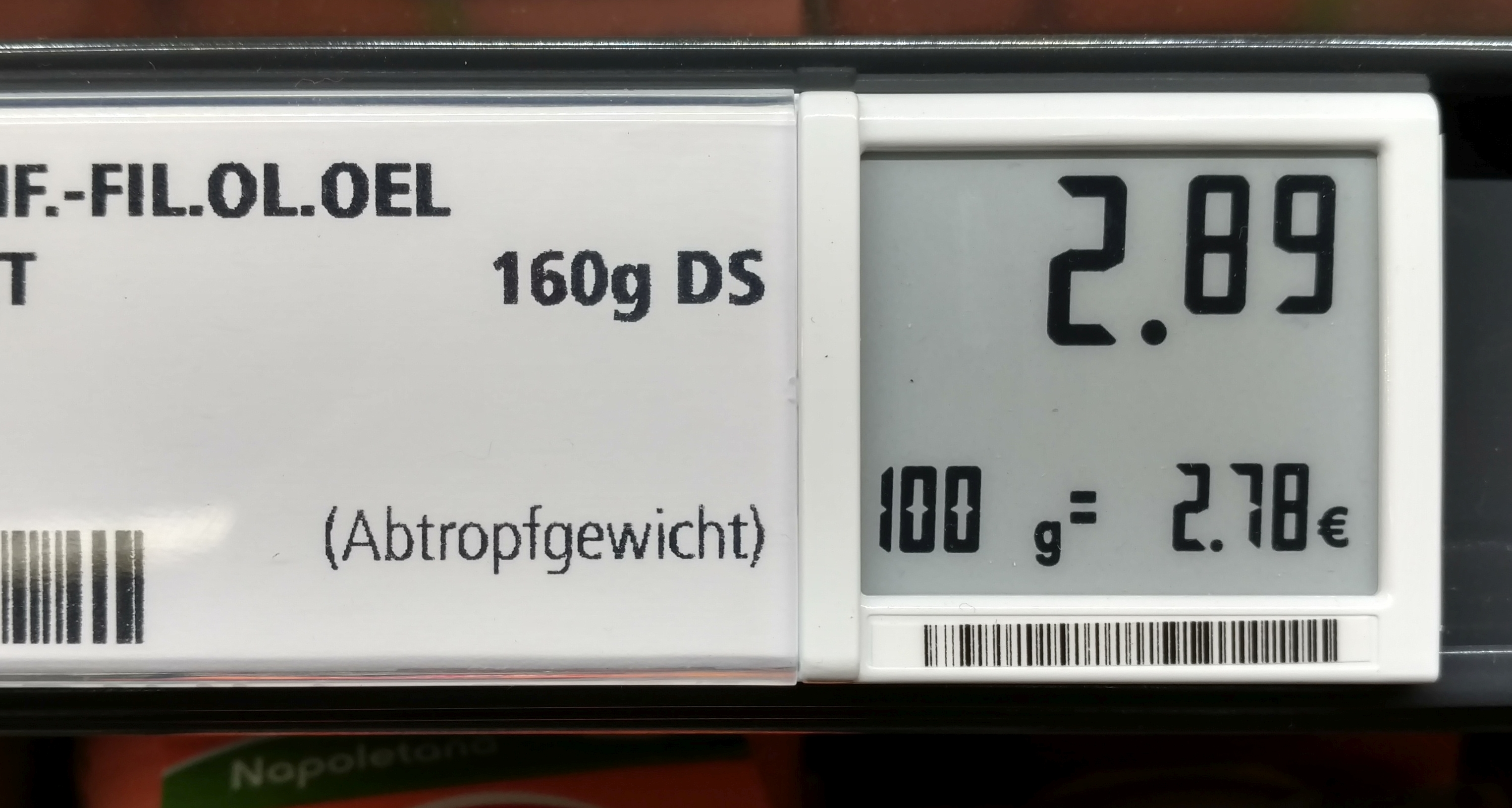
Een schaplabel met een scherm van elektronisch papier

Een elektronisch schaplabel, ook wel afgekort tot ESL, is een elektronisch systeem van schaplabels die in supermarkten en of andere winkels worden gebruikt om de prijs en andere informatie van producten dynamisch weer te geven. Soms heeft het label ook een knipperlichtje dat aangezet wordt bij een afprijzing.

## Technologische ontwikkeling
ESL-modules maken gebruik van elektronisch papier (e-papier) of liquid-crystal display (lcd) om de prijs van artikelen weer te geven. Dit levert een goed beeld op terwijl het bij elektronisch papier geen energie kost om de afbeelding in stand te houden. Een communicatienetwerk is in staat om de schaplabels automatisch aan te passen bij prijswijzigingen. Dit communicatienetwerk is het grootste verschil met de statische schaplabels, en maakt daarmee de ESL interessant. De draadloze communicatie dient te beschikken over een zekere bandbreedte, snelheid, accu en betrouwbaarheid. De wijze van draadloze communicatie kan op basis zijn van: radio (RFID), infrarood of zichtbaar licht. Anno 2020 leunt de ESL sterk op radio gebaseerde frequenties. Dit heet wel de tweede generatie ESL. De eerste generatie gebruikte lcd- en infraroodcommunicatie. Van de derde generatie wordt verwacht dat deze mogelijkheden biedt om de locatie van producten te vinden.

## Winkels
Verschillende winkel(keten)s hebben het systeem ingevoerd, vooral supermarkten. Hoogvliet begon hier in 2009 mee en was een van de eerste winkels in Nederland die gebruik maakten van ESL's. In 2016 bestelde dit bedrijf 250.000 schaplabels waarmee de eerste 25 winkels werden uitgerust. Het ging om ESL's van Toshiba Tec. op basis van ePaper-technologie. In 2018 startte Ahold Delhaize een proef samen met Hanshow. Vervolgens is Ahold Delhaize in 2020 begonnen met de invoering van ESL’s in zijn Albert Heijn-winkels. Ook PLUS maakte in mei 2020 bekend in 9,5 miljoen euro te investeren in ESL's. De winkels zullen op zijn vroegst in het eerste kwartaal van 2021 worden uitgerust met ESL's van het Zweedse Pricer. Gamma is in 2020 begonnen met het testen van ESL's in zijn winkels.

## Voor- en nadelen

### Voordelen
Als voordelen worden genoemd:
- het systeem kan snel en eenvoudig vanaf één locatie voor een complete winkel – of voor meerdere winkels tegelijk worden toegepast;
- het is flexibel zodat snel consumentenprijzen kunnen worden aangepast - vanaf één plek voor een complete of meerdere winkels tegelijk;
- handmatige prijswijzigingen kosten veel tijd van winkelmedewerkers, zijn foutgevoelig en verlopen nooit helemaal synchroon in de winkel of tussen verschillende winkels.

Met deze voordelen van flexibele prijscommunicatie kan snel worden ingespeeld op de verkoopprijzen van een concurrerend winkelbedrijf.

### Nadelen en beperkingen
Net als bij traditionele schaplabels is het problematisch als een prijsverhoging wordt doorgevoerd terwijl de winkel open is, omdat dan een hogere prijs zou kunnen worden gerekend dan waar de aankoopbeslissing op is gebaseerd. Prijsverhogingen worden dan ook meestal 's nachts of voor openingstijden doorgevoerd. Afprijzingen geven dit nadeel niet.